# Лепилемур на Скот
Лепилемур на Скот (Lepilemur scottorum) е вид бозайник от семейство Тънкотели лемури (Lepilemuridae). Видът е застрашен от изчезване.

## Разпространение и местообитание
Разпространен е в Мадагаскар.